# Torpedo-Freilaufnabe

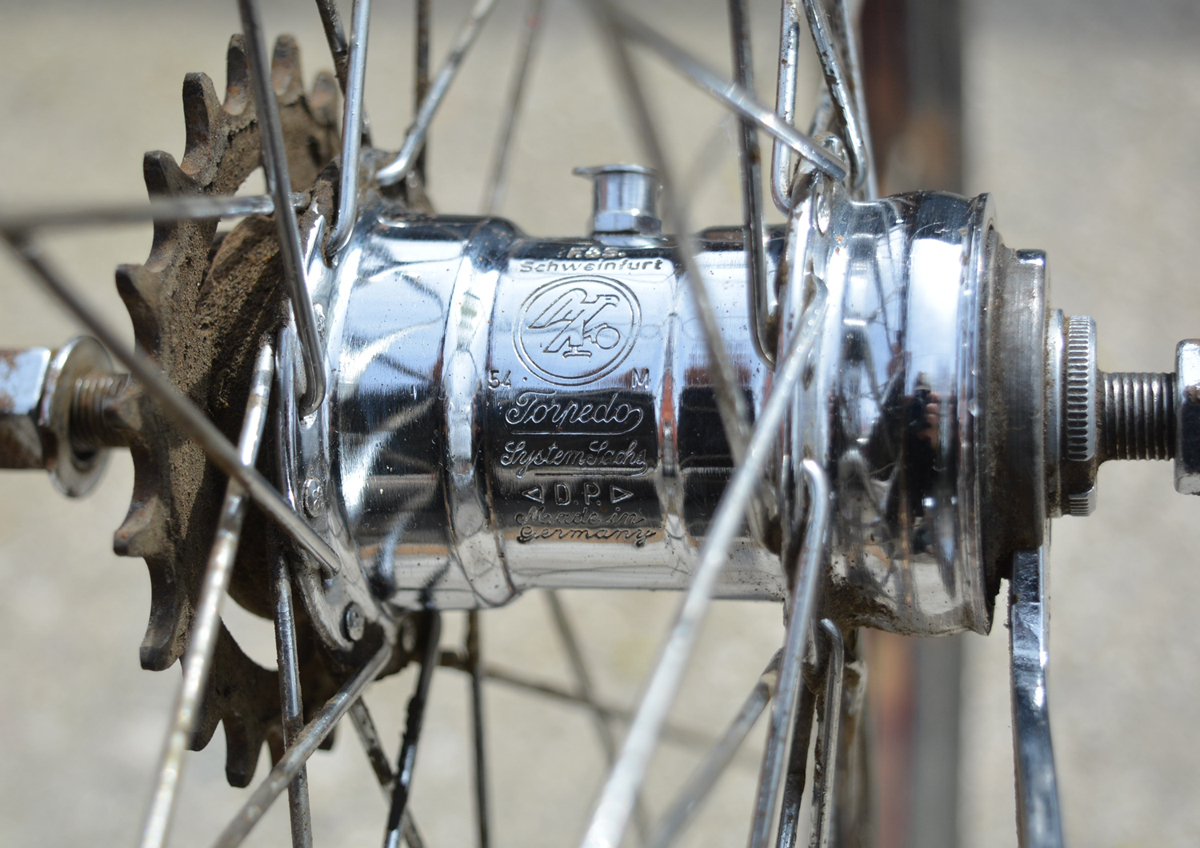
Original Fichtel & Sachs Torpedo Freilaufnabe Baujahr 1954

Torpedo-Freilaufnabe ist der Markenname einer Fahrrad-Hinterradnabe des Herstellers Fichtel & Sachs aus Schweinfurt mit Freilauf und Rücktrittbremse. Die Besonderheit dieser Nabe besteht in den zylindrischen Walzen, die beim Fahren radial an das Nabengehäuse gepresst werden, um die Antriebskraft zu übertragen.

## Historie

Entwurf einer Torpedo-Freilaufnabe mit Gangschaltung von 1905

Seit Anfang des 20. Jahrhunderts wurde die Torpedo Freilaufnabe in Fahrrädern eingebaut und hatte im deutschen Raum viele Jahre lang mit Abstand den größten Marktanteil. Sie wurde von dem angestellten Konstrukteur Johann Modler nach achtjähriger Entwicklung mit zahlreichen Modifikationen entwickelt. Wegen Nichtbeteiligung verließ der Erfinder die F&S und gründete die noch existierende Aschaffenburger Maschinenfabrik Johann Modler GmbH.
Fichtel & Sachs baute die Torpedo-Freilaufnabe seit 1903. Die Beliebtheit der Torpedo-Freilaufnabe ging dank des Walzenfreilaufs vor allem auf den leichten Lauf und den weitgehend wartungsarmen Betrieb zurück. Fichtel & Sachs baute wenig später auch Freilaufnaben mit Nabenschaltung zunächst nach der Wanderer-Lizenz DRP 131486. Die Torpedo-Freilaufnabe war jahrzehntelang Standard in besseren Gebrauchsfahrrädern. Die höchsten Produktionszahlen wurden zwischen 1960 und 1980 erreicht. Inzwischen ist sie weitgehend von Importprodukten und Kettenschaltungen verdrängt. 

## Wartung
Auch wenn Freilaufnaben sehr wartungsarm sind, sind sie zeitlich nicht unbegrenzt funktionsfähig. Durch Umwelteinflüsse (Wärme, Feuchtigkeit etc.) und durch gewollte oder ungewollte Zugabe von Fremdstoffen können die Schmiermittel in der Lagerung und den Getriebeteilen verharzen. Das führt zum Versagen der Schaltbarkeit (bei Schaltgetriebe) und bei stärkerer Beanspruchung zur Zerstörung von Getriebe oder Freilaufnaben. 
Bei Freilaufnaben versagt zuweilen die Rücktrittbremse oder verklemmt, was zur Folge hat, dass plötzlich der Kettentrieb mitgerissen wird. Daher sollte in bestimmten Abständen eine Nabenwartung durchgeführt werden. Dabei wird das Getriebe komplett gereinigt und erhält neues Lager- und Bremsmantelfett. Bei der Endmontage ist die Einstellung des Lagerspiels wichtig – wenn ein Getriebe mit zu strammem oder zu losem Lagerspiel gefahren wird, können die Lagerlaufflächen Risse bekommen, was zum Lager- oder Achsenbruch führen kann.
Die meisten Schäden bei Schaltgetrieben entstehen durch abgebrochene Getriebe- oder Federteile, die im Schmierstoff gehalten werden. Sobald diese zwischen die Zahnräder gelangen, wird das Planetengetriebe zerstört. 